# Issam Badda
Issam Badda (Khemisset, 10 maggio 1983) è un calciatore marocchino, portiere del FUS Rabat.

## Carriera

### Club
Ha giocato nella prima divisione marocchina.

### Nazionale
Ha disputato la sua unica gara in nazionale il 3 luglio 2012 nel corso dell'amichevole vinta contro l'Iraq.

## Palmarès
- Coppa del Marocco: 1

FUS Rabat: 2013-2014